# سلبوغة أنغولية
سلبوغة أنغولية (الاسم العلمي: Solpuga angolensis) هي نوع من العنكبوتيات يتبع جنس السلبوغة من الفصيلة السلبوغية.